# Chóvar
Chóvar è un comune spagnolo di 369 abitanti situato nella comunità autonoma Valenciana.

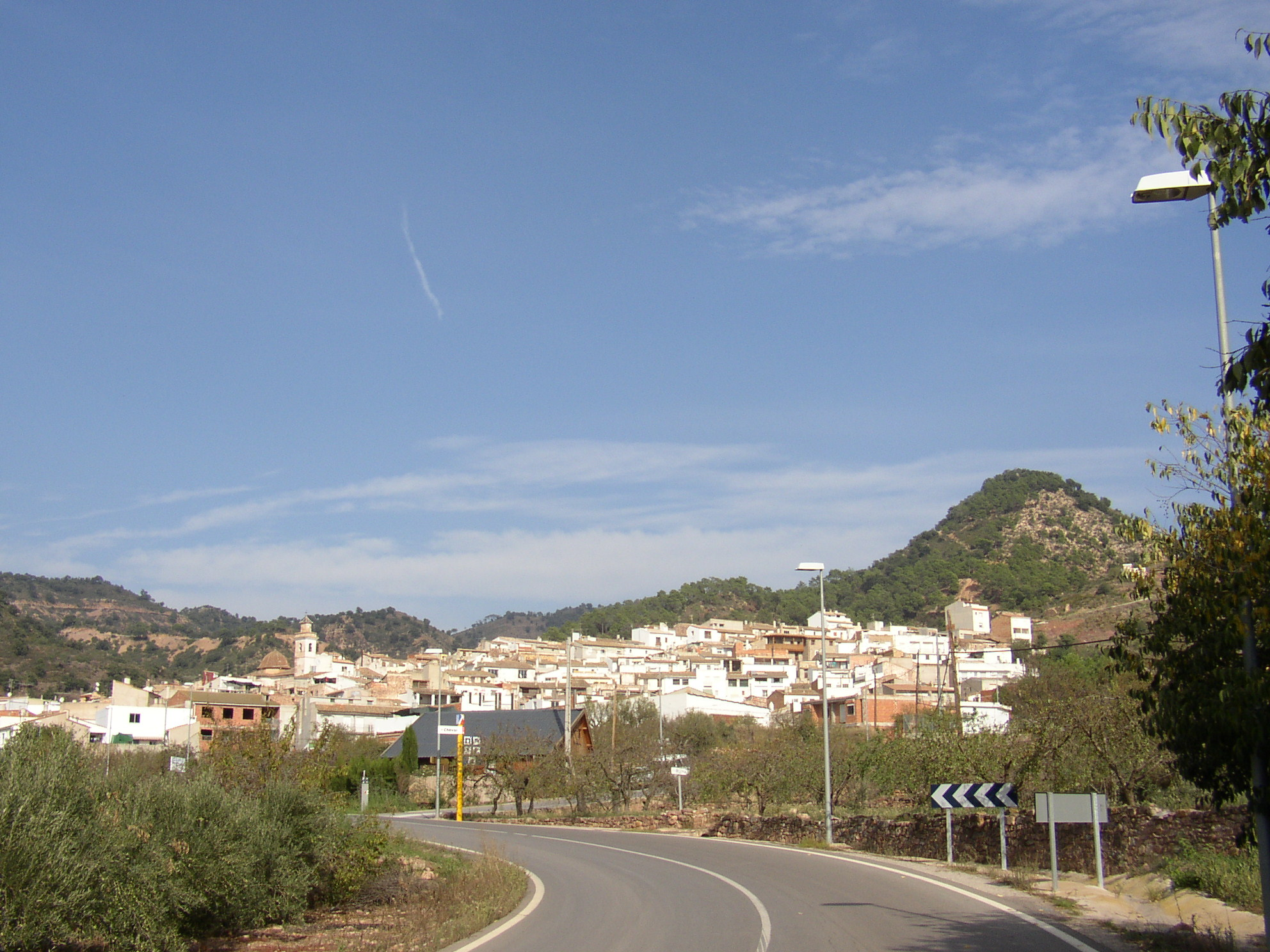
Chóvar